# Arjeplogs revir
Arjeplogs revir var ett skogsförvaltningsområde inom Skellefteå överjägmästardistrikt och Norrbottens län, som omfattade Arjeplogs socken med undantag av kronoparkerna Luottonlandet, Vardotoppen, Eggelats, Granliden och Ståkkelandet. Reviret, som var indelat i sex bevakningstrakter, omfattade (1919) 374 881 hektar allmänna skogar, varav ingen kronopark.